# パデル県

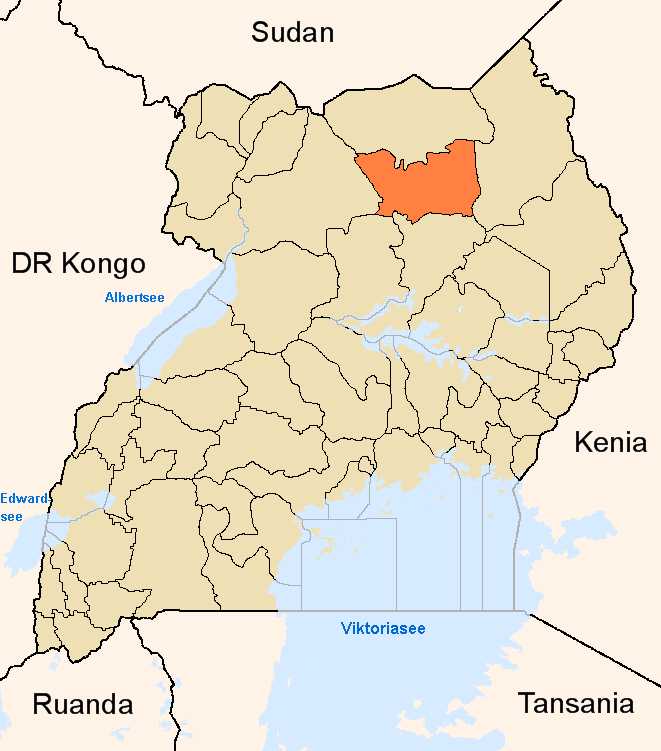
パデル県と2001年から2005年の県境

パデル県 (パデルけん、Pader District) はウガンダ北部、アチョリ地方南東部の県。2002年の国勢調査人口は 293,679 人。2001年にキトゥグム県の南部のアルウ郡とアガゴ郡が分割され設置された。東にアガゴ郡、西にアルウ郡があり、住民の多くは神の抵抗軍の反乱に伴って国内避難民キャンプへ強制移住された。県庁所在地のパデルは県の中心部にある。知事に相当する第5地域議会 (LC5) の議長はピーター・オドックである。西部にはリラとキトゥグムを結ぶ幹線道路が走る。

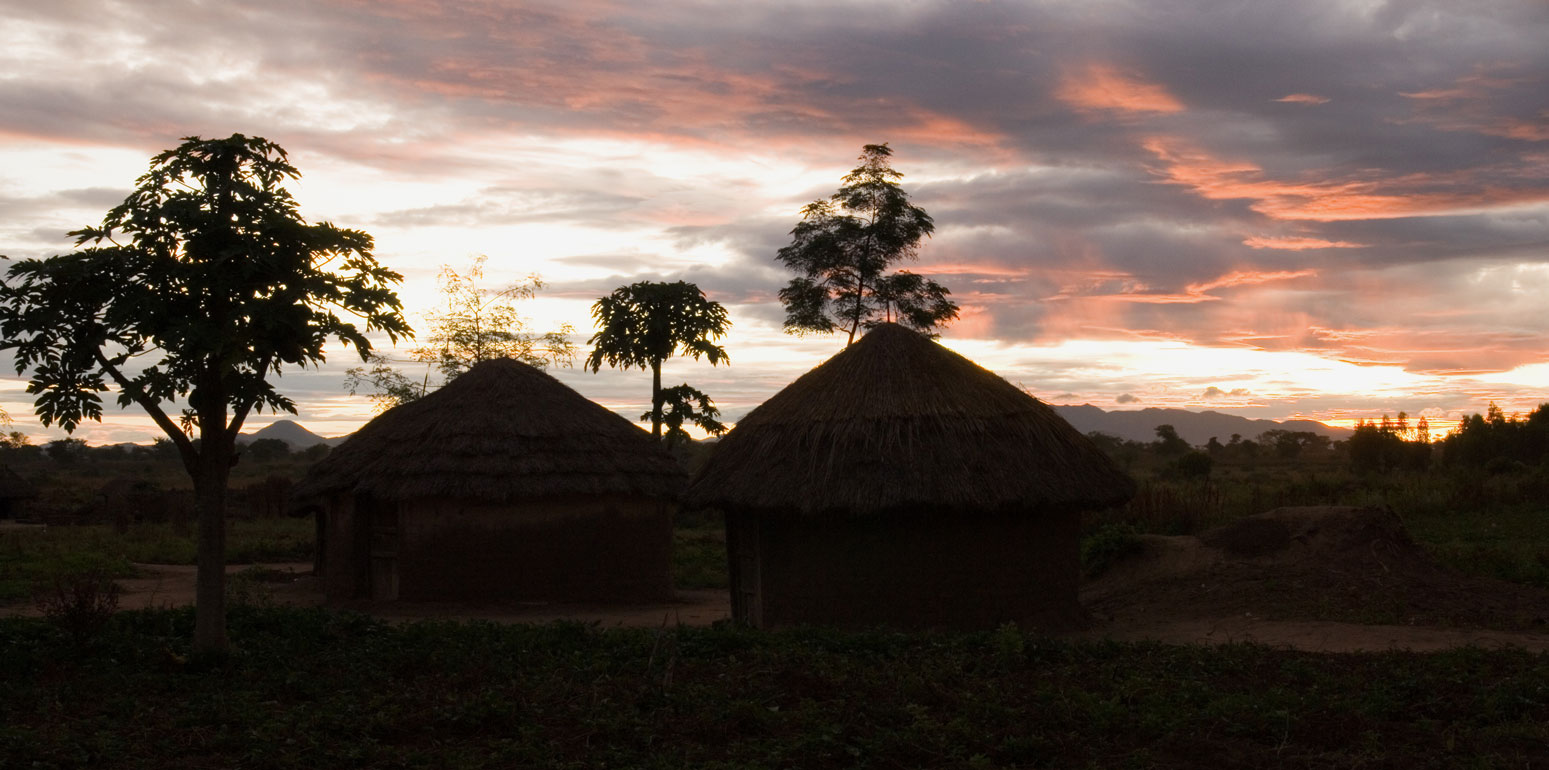
パトンゴの日の出

## 隣接する県
西にグル県、東にカラモジャ地方のアビム県及びコティド県、南にランゴ地方のリラ県と接する。地図によってはアモロ副郡をパデル県としておりオヤム県と接しているように描いている。